# Alex Jakupovic
Alexandros Jakupovic (14 de dezembro de 1981) é um tenista profissional grego.
Tem como melhor ranking da ATP, em simples 464, da ATP, em duplas 267, mesmo não tendo figurado ótimo ranking, representa a Equipe Grega de Copa Davis.